# Vortipor

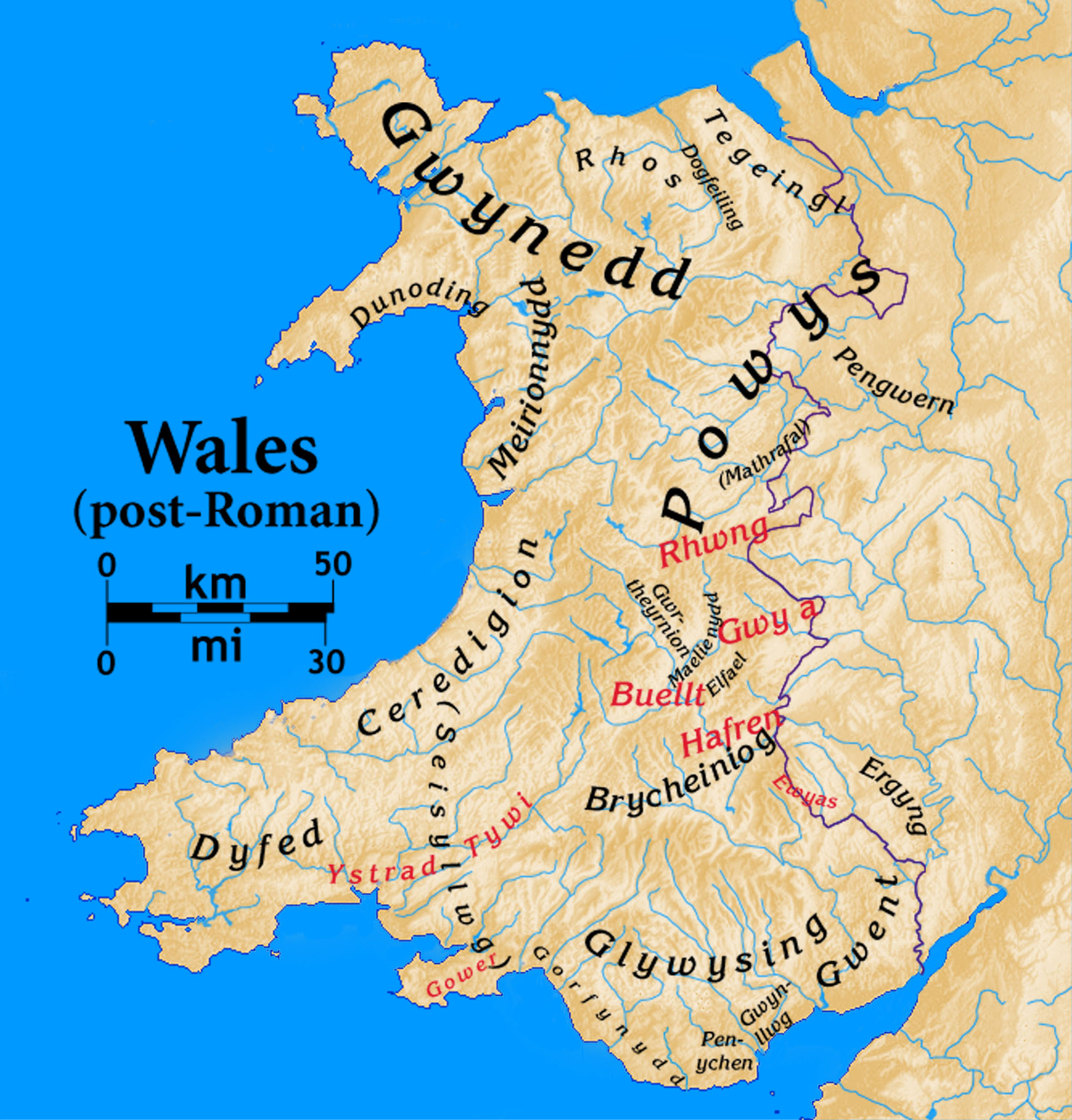
Mapa ukazująca Dyfed na tle całej Walii.

Vortipor (język łaciński: Vortiporius, język starowalijski: Guortepir, język walijski: Gwrdeber) - władca Dyfedu, rządzący w pierwszej połowie VI wieku na obszarze zbiliżonym do dzisiejszego hrabstwa Pembrokeshire w Walii. Jedynym źródłem współczesnym do jego czasów i wspominającym na jego temat jest De excidio et conquestu Britanniae autorstwa Gildasa Mędrca. Według niego Vortipor był królem Dyfed i podeszłym w latach wdowcem Posiadał co najmniej jedna córkę. Vortipor został również wymieniony w Historia Brittonum Nenniusza.

## Relacja Gildasa

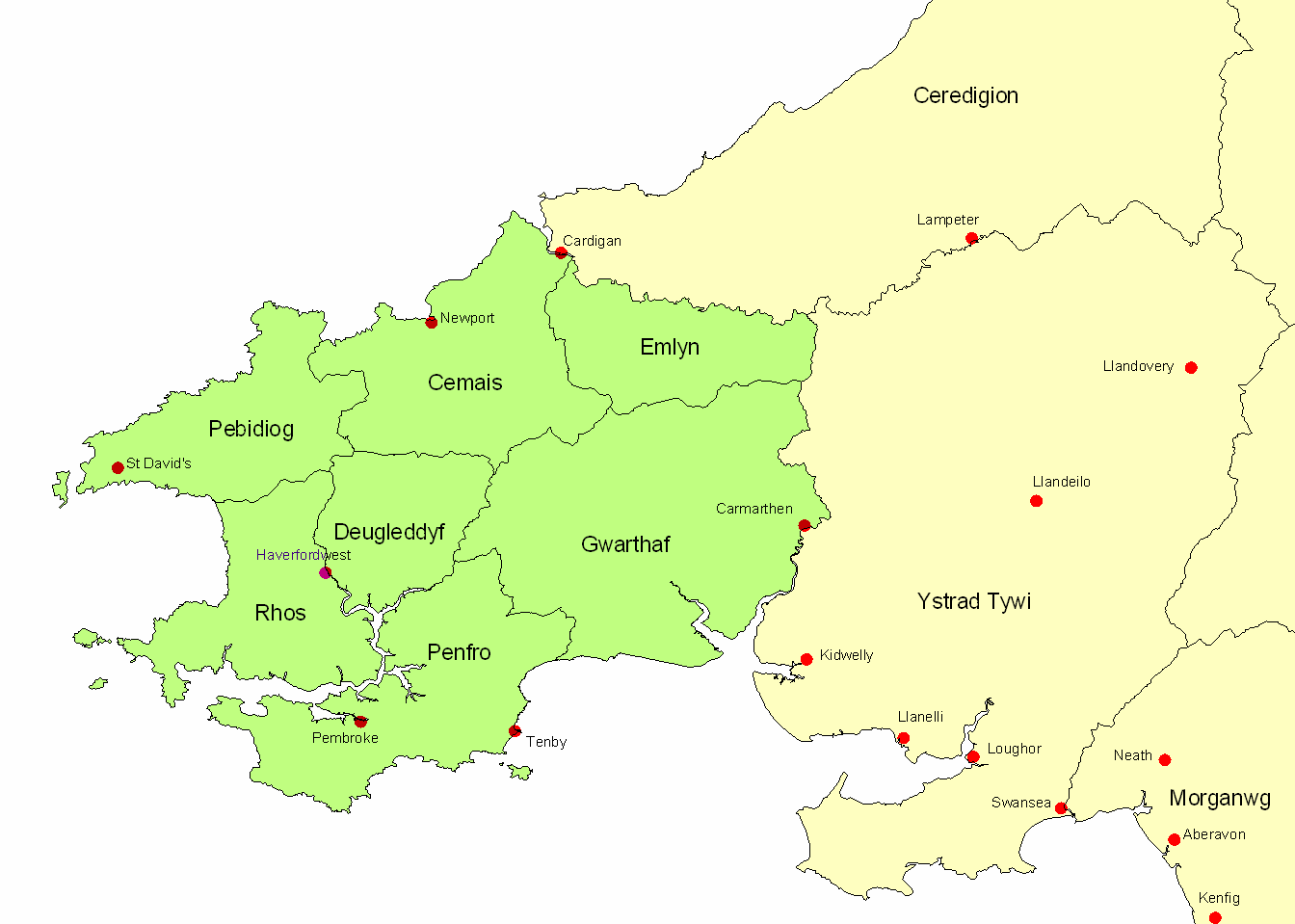
Mapa Dyfed.

W De Excidio et Conquestu Britanniae, napisanym około 540 roku, Gildas potępił pięciu królów, porównując ich do biblijnych bestii z Apokalipsy świętego Jana, czyli lwa, lamparta, niedźwiedzia i smoka. Vortipor został określony cętkowanym lampartem i tyranem z Demecji (oryg. Demetia). Pod określeniem Demecja kryje się stara nazwa Królestwa Dyfed. Oprócz Vortipora Gildas potępił Konstantyna z Brytanii, króla Dumnonii, Maelgwyna Gwynneda, króla Gwynedd, oraz Cuneglasa i Aureliusa Conanusa, których królestwa nie są znane. W przeciwieństwie do nich, Gildas nie podaje zbyt wielu szczegółów na temat Vortipora. Miał być on „złym synem dobrego ojca”. Dodatkowo jego córka została przez autora nazwana „bezwstydną”.

## Kamień pamiątkowy z Carmarthenshire

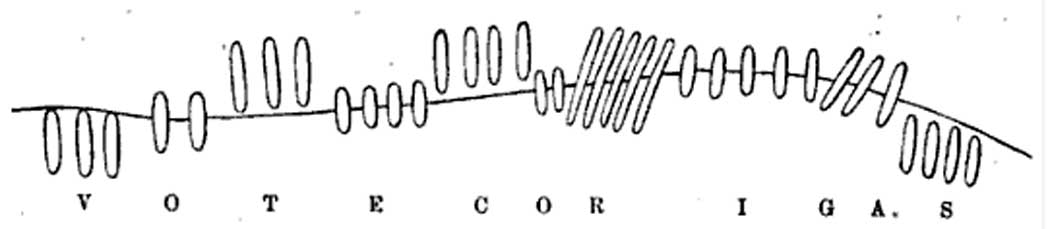
Inskrypcja ogamiczna

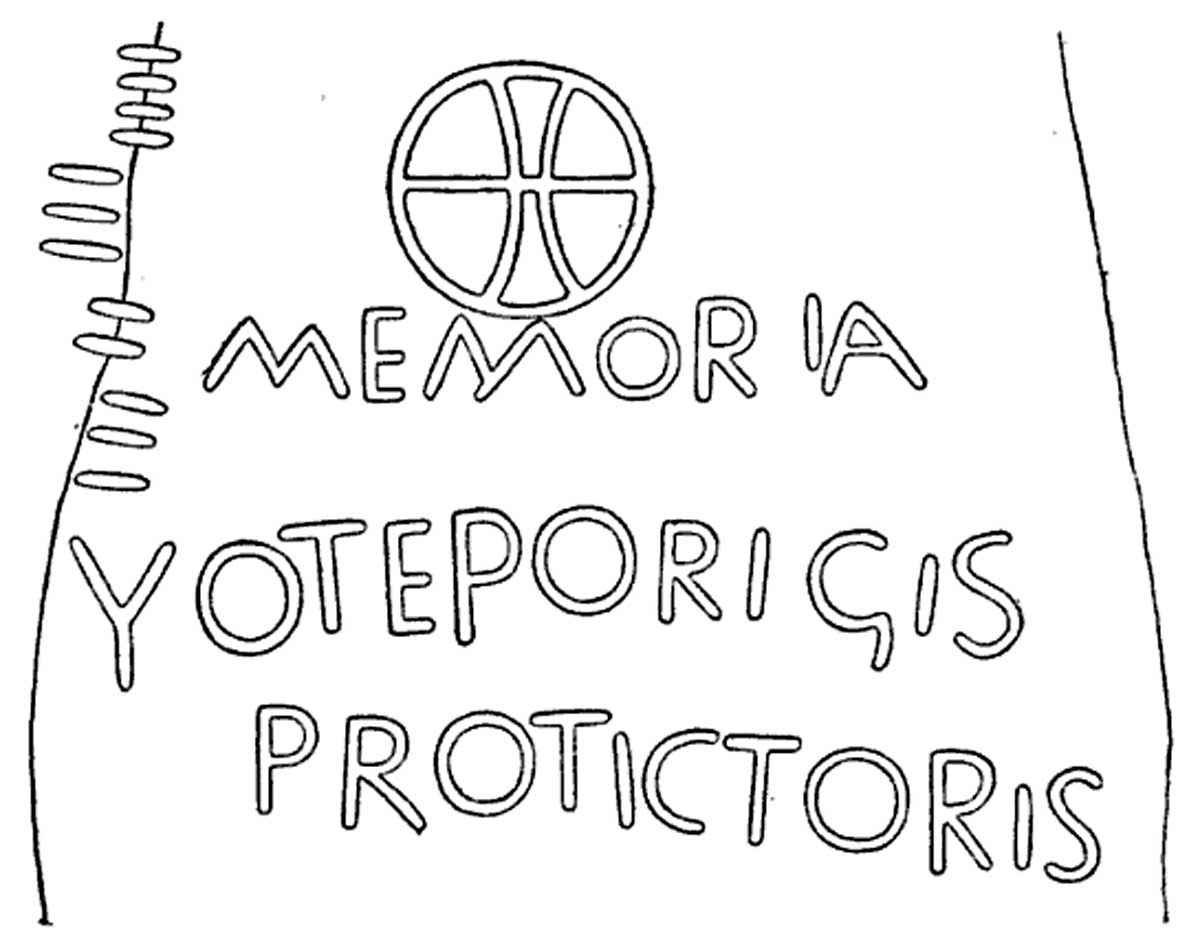
Łacińska inskrypcja na kamieniu.

W 1895 w pobliżu kościoła Castell Dwyran w Carmarthenshire odkryto kamień pamiątkowy, posiadający chrześcijański krzyż i inskrypcje w piśmie łacińskim i ogamicznym. Kamień poświęcony był Voteporigisowi w piśmie łacińskim, a Voterigasowi w ogamicznym. Łaciński napis głosi Memoria Voteporigis Protictoris, co znaczy Pomnik Voteporiksa Obrońcy. Inskrypcja ogamiczna podaje tylko irlandzką formę imienia w dopełniaczu, czyli Votecorigas. Słowo Protector (pisane tu jako Protectoris w dopełniaczu) może być tytułem nadawanym przodkom. Istnieje prawdopodobieństwo, że chodzi właśnie o Vortiporiusa, jednak dzięki nowoczesnej analizie językowej stwierdzono, iż brakuje litery „r” w pierwszej sylabie słów, dlatego kamień może być poświęcony zupełnie innej osobie. Kamień oryginalnie zlokalizowany jest w kościele opodal łąki znanej jako Parc y Elgwys. Istnieje lokalna tradycja, według której oranie pola nie może odbywać się w pobliżu kościoła.

## Historia Regum Britanniae
Jako legendarna postać, Vortipor figuruje w pseudohistorycznym dziele pod tytułem Historia Regum Britanniae Geoffreya z Monmouth jako następca Aureliusa Conanusa i poprzednik Maelgwna Gwynedda. Po tym jak został ogłoszony królem, Sasi mieli powstać przeciw niemu i przywołać swoich rodaków z Germanii na czele wielkiej floty, ale ostatecznie zostali przez niego pokonani.